# Чемпіонат світу з легкої атлетики 2017 — біг на 400 метрів з бар'єрами (чоловіки)

Фінальний забіг

Змагання з бігу на 400 метрів з бар'єрами серед чоловіків на Чемпіонаті світу з легкої атлетики 2017 у Лондоні проходили 6-7 і 9 серпня на Олімпійському стадіоні.

## Рекорди
На початок змагань основні рекордні результати були такими:
| WR | Кевін Янг США                                   | 46,78 | Барселона Іспанія  | 6 серпня 1992  |
| CR | Кевін Янг США                                   | 47,18 | Штутгарт Німеччина | 19 серпня 1993 |
| WL | Кайрон Мак-Мастер Британські Віргінські Острови | 47,80 | Кінгстон Ямайка    | 20 травня 2017 |

## Розклад
| Дата          | Час початку | Стадія    |
| ------------- | ----------- | --------- |
| 6 серпня 2017 | 11:05       | Забіги    |
| 7 серпня 2017 | 20:20       | Півфінали |
| 9 серпня 2017 | 21:30       | Фінал     |

Вказаний місцевий час (UTC+0)

## Результати

### Забіги
Умови кваліфікації до наступного раунду: перші четверо з кожного забігу (Q) та четверо найшвидших за часом з тих, які посіли у забігах місця, починаючи з п'ятого (q).
Забіг 1
| Місце | Атлет                | Країна      | Час   | Примітки |
| ----- | -------------------- | ----------- | ----- | -------- |
| 1     | Керрон Клемент       | США         | 49,46 | Q        |
| 2     | Такатосі Абе         | Японія      | 49,65 | Q        |
| 3     | Яак-Гейнріх Ягор     | Естонія     | 49,81 | Q        |
| 4     | Кемар Моватт         | Ямайка      | 50,00 | Q        |
| 5     | Ходерсон Естефані    | Бразилія    | 50,22 |          |
| 6     | Хав'єр Кулсон        | Пуерто-Рико | 50,33 |          |
| 7     | Хосе Луіс Гаспар     | Куба        | 51,82 |          |
| 8     | Пабло Андрес Ібаньєз | Сальвадор   | 52,72 |          |

Забіг 2
| Місце | Атлет              | Країна                        | Час   | Примітки  |
| ----- | ------------------ | ----------------------------- | ----- | --------- |
| 1     | Тіджей Холмс       | США                           | 49,35 | Q         |
| 2     | Джахіл Гайд        | Ямайка                        | 49,72 | Q         |
| 3     | Абдельмалік Лахулу | Алжир                         | 49,78 | Q         |
| 4     | Томас Барр         | Ірландія                      | 49,79 | Q         |
| 5     | Юсуке Ісіда        | Японія                        | 50,35 |           |
| 6     | Лоренцо Вергані    | Італія                        | 50,37 |           |
| 7     | Ефраім Леркін      | Папуа Нова Гвінея             | 52,36 |           |
|       | Кайрон Мак-Мастер  | Британські Віргінські Острови | DQ    | R163.3(a) |

Забіг 3
| Місце | Атлет                           | Країна     | Час   | Примітки |
| ----- | ------------------------------- | ---------- | ----- | -------- |
| 1     | Ясмані Копелло                  | Туреччина  | 49,13 | Q        |
| 2     | Абдеррахман Самба               | Катар      | 49,39 | Q        |
| 3     | Людві Вайон                     | Франція    | 49,49 | Q        |
| 4     | Хосе Рейнальдо Бенкосме де Леон | Італія     | 49,79 | Q        |
| 5     | Карім Хусейн                    | Швейцарія  | 50,12 | q        |
| 6     | Жордін Андраде                  | Кабо-Верде | 50,32 |          |
| 7     | Креве Армандо Мачава            | Мозамбік   | 51,71 |          |
| 8     | Расмус Мягі                     | Естонія    | DNS   |          |

Забіг 4
| Місце | Атлет             | Країна                   | Час   | Примітки  |
| ----- | ----------------- | ------------------------ | ----- | --------- |
| 1     | Хуандер Сантос    | Домініканська Республіка | 49,19 | Q         |
| 2     | Карстен Варгольм  | Норвегія                 | 49,50 | Q         |
| 3     | Гільєрмо Руджері  | Аргентина                | 49,69 | Q, NR     |
| 4     | Рікардо Каннінгем | Ямайка                   | 49,91 | Q         |
| 5     | Віктор Короллер   | Франція                  | 50,00 | q         |
| 6     | Рьо Кадзікі       | Японія                   | 51,36 |           |
|       | Ерік Крей         | Філіппіни                | DQ    | R162.7    |
|       | Майкл Стіглер     | США                      | DQ    | R168.7(a) |

Забіг 5
| Місце | Атлет              | Країна          | Час   | Примітки |
| ----- | ------------------ | --------------- | ----- | -------- |
| 1     | Мамаду Кассе Анн   | Франція         | 49,34 | Q        |
| 2     | Марсіу Телес       | Бразилія        | 49,41 | Q        |
| 3     | Патрик Добек       | Польща          | 49,42 | Q        |
| 4     | Арон Кіпчумба Коеч | Кенія           | 49,55 | Q        |
| 5     | Джек Грін          | Велика Британія | 49,55 | q        |
| 6     | Ерік Фатч          | США             | 49,57 | q        |
| 7     | Серхіо Фернандес   | Іспанія         | 50,38 |          |
| 8     | Мухбуб Алі         | Пакистан        | 52,24 |          |

### Півфінали
Умови кваліфікації до наступного раунду: перші двоє з кожного забігу (Q) та двоє найшвидших за часом з тих, які посіли у забігах місця, починаючи з третього (q).
Забіг 1
| Місце | Атлет              | Країна                   | Час   | Примітки |
| ----- | ------------------ | ------------------------ | ----- | -------- |
| 1     | Керрон Клемент     | США                      | 48,35 | Q        |
| 2     | Карстен Варгольм   | Норвегія                 | 48,43 | Q        |
| 3     | Хуандер Сантос     | Домініканська Республіка | 48,59 | q, PB    |
| 4     | Кемар Моватт       | Ямайка                   | 48,66 | q        |
| 5     | Абдельмалік Лахулу | Алжир                    | 49,33 |          |
| 6     | Патрик Добек       | Польща                   | 49,40 |          |
| 7     | Віктор Короллер    | Франція                  | 55,69 |          |
|       | Томас Барр         | Ірландія                 | DNS   |          |

Забіг 2
| Місце | Атлет              | Країна          | Час   | Примітки |
| ----- | ------------------ | --------------- | ----- | -------- |
| 1     | Тіджей Холмс       | США             | 49,12 | Q        |
| 2     | Карім Хусейн       | Швейцарія       | 49,13 | Q        |
| 3     | Джахіл Хайд        | Ямайка          | 49,75 |          |
| 4     | Джек Грін          | Велика Британія | 49,93 |          |
| 5     | Такатосі Абе       | Японія          | 49,93 |          |
| 6     | Мамаду Кассе Анн   | Франція         | 50,35 |          |
| 7     | Арон Кіпчумба Коеч | Кенія           | 50,40 |          |
| 8     | Яак-Гейнріх Ягор   | Естонія         | 50,43 |          |

Забіг 3
| Місце | Атлет                           | Країна    | Час   | Примітки  |
| ----- | ------------------------------- | --------- | ----- | --------- |
| 1     | Абдеррахман Самба               | Катар     | 48,75 | Q         |
| 2     | Ясмані Копелло                  | Туреччина | 48,91 | Q         |
| 3     | Ерік Фатч                       | США       | 49,30 |           |
| 4     | Людві Вайон                     | Франція   | 49,95 |           |
| 5     | Хосе Рейнальдо Бенкосме де Леон | Італія    | 50,29 |           |
| 6     | Рікардо Каннінгем               | Ямайка    | 50,54 |           |
|       | Марсіу Телес                    | Бразилія  | DNF   |           |
|       | Гільєрмо Руджері                | Аргентина | DQ    | R163.3(a) |

### Фінал
| Місце | Атлет             | Країна                   | Час   | Примітки |
| ----- | ----------------- | ------------------------ | ----- | -------- |
| 1     | Карстен Варгольм  | Норвегія                 | 48,35 |          |
| 2     | Ясмані Копелло    | Туреччина                | 48,49 |          |
| 3     | Керрон Клемент    | США                      | 48,52 |          |
| 4     | Кемар Моватт      | Ямайка                   | 48,99 |          |
| 5     | Тіджей Холмс      | США                      | 49,00 |          |
| 6     | Хуандер Сантос    | Домініканська Республіка | 49,04 |          |
| 7     | Абдеррахман Самба | Катар                    | 49,74 |          |
| 8     | Карім Хуссейн     | Швейцарія                | 50,07 |          |